# Lothar Adolf Henrik Klepping
Lothar Adolf Henrik Klepping, ökänt födelsedatum, död 13 september 1712 nära Rostock, var en dansk militär.

## Biografi
Inte mycket är känt om Kleppings bakgrund eller liv, men han ska ha kommit från en Westfalisk adelsfamilj. Han tog 1685 värvning i den danska armén och utsågs redan 1686 till fänrik vid Fynska infanteriregementet deltog under pfalziska tronföljdskriget i kampanjerna på Irland och i Flandern. Han återvände 1697 till Danmark, där han 1700 utnämndes till kapten i Grenadjärkåren. Han utsågs 1703 till generaladjutant med överstelöjtnants karaktär och var under det danska fälttåget i Skåne och Blekinge 1709–1710 en del av den danska generalstaben som en av överbefälhavaren Christian Ditlev Reventlows adjutanter. Den 12 november 1709 färdades Klepping tillsammans med Reventlow och chefen för Grenadjärkåren, generalmajor Valentin von Eickstedt med en mindre eskort i den båt som tidigt på morgonen gick i land söder om Råå för att rekognoscera före landstigningen. Senare under fälttåget deltog han aktivt i träffningen vid Torsebro, där han tillsammans med sin generaladjutantkollega Bendix Meyer ledde 80 soldater ur Marinregementet i en djärv stormning över den brandskadade bron över Helge å och bidrog till att den danska armén säkrade överfarten över ån. Vid slaget vid Helsingborg var Klepping hos den nye överbefälhavaren Jørgen Rantzau under kavalleristriderna vid Brohuset på den danska högra flanken. Därifrån blev han skickad till vänsterflanken för att vidarebefordra order att dess chef, Frantz Joachim von Dewitz, skulle skicka förstärkningar till andra sidan av slaget. Under den danska reträtten beordrade Klepping själv Själländska lantdragonregementet att rycka fram för att skydda Genadjärkårens tillbakadragande och inne i Helsingborg insåg han att retranchementet vid Landskronaporten var bristfälligt och beordrade Fynska infanteriregementet att förlytta sig dit för att skydda den södra delen av staden.
Efter slaget vid Helsingborg deltog Klepping som adjutant i det danska fälttåget i Nordtyskland. Efter att danskarna intagit Stade den 7 september 1712, skickades han som kurir till Peter den store och August den starke med de goda nyheterna. Meddelandet mottogs med glädje av mottagarna, men tillsammans med lyckönskningarna skickades i det svar som Klepping fick med sig tillbaka också förebråelse för att den danska flottan hade låtit sig spärras inne i Köge bukt. På vägen tillbaka påträffades Klepping med sin eskort av en svensk patrull och överfölls. Under striden skadades Klepping allvarligt och dog kort därefter av sina skador. Den 23 oktober 1712 utsågs Klepping till amtman i Antvorskovs amt, men då han vid detta tidpunkt redan var död hann han aldrig tillträda ämbetet.
Klepping var gift med Abel Catharina Lasson och tillsammans fick de dottern Margrethe Elisabeth Klepping, gift med överste Josva von Barner.